# Iglesia de la Ascensión (Vršac)

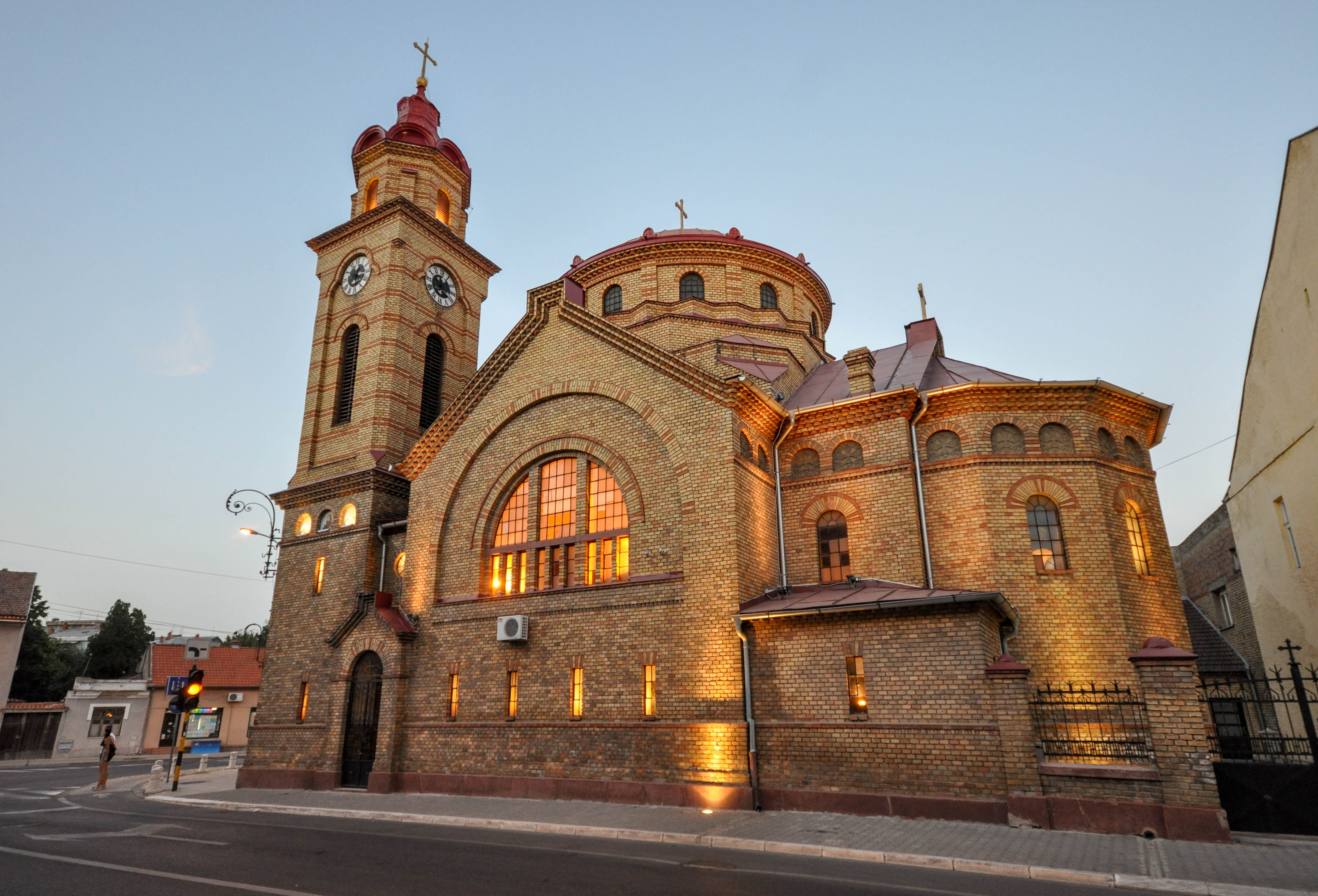
La iglesia ortodoxa rumana de Vršac, Serbia.

La iglesia de la Ascensión (en serbio, Румунска православна црква у Вршцу, en rumano, Catedrala Înălţarea Domnului din Vârşeţ) es la catedral de la Diócesis de Dacia Félix de la Iglesia ortodoxa rumana, en la ciudad de Vršac en Serbia. Fue construida durante las postrimerías de la pertenencia de la ciudad al Imperio austro-húngaro entre 1910 y 1912, siendo consagrado el templo en 1913, por el obispo de Caransebeș.